# Otto von Mendelssohn Bartholdy

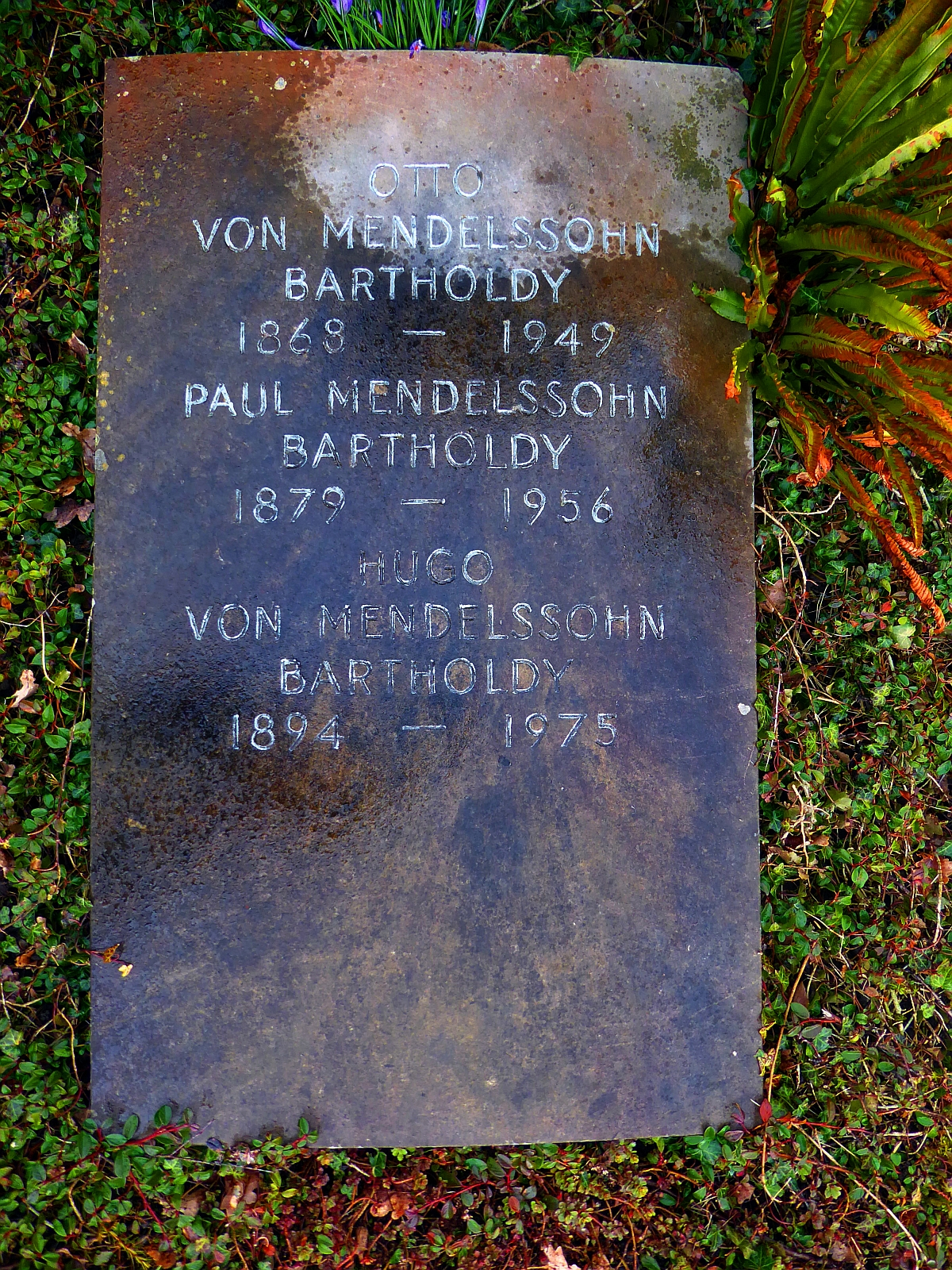
Grab auf dem Friedhof am Hörnli, Riehen, Basel-Stadt

Otto Felix Paul Mendelssohn Bartholdy, seit 1907 von Mendelssohn Bartholdy (* 2. März 1868 in Berlin; † 26. Juli 1949 in Basel) war ein deutscher Bankier und Industrieller. Als Hauptaktionär der von seinem Vater mitgegründeten Agfa, die in der I.G. Farben aufging, war er in beiden Unternehmen Aufsichtsratsmitglied. Durch „Arisierung“ und Judenverfolgung wurde er aus seinen Unternehmen gedrängt und überlebte die Judenverfolgung in Deutschland nur knapp.

## Leben und Werk
Otto Mendelssohn Bartholdy war das älteste Kind von Paul Mendelssohn Bartholdy d. Ä. und dessen erster Frau, Else Mendelssohn Bartholdy (1845–1868), geborene Oppenheim – die Eltern waren als direkte Nachfahren von Moses Mendelssohn in dritter bzw. vierter Generation entfernt miteinander verwandt. Seine Mutter starb fünf Monate nach Ottos Geburt an Typhus. Fünf Jahre nach dem Tod seiner ersten Frau heiratete sein Vater 1873 deren jüngere Schwester Enole Oppenheim (1855–1939), mit der er weitere vier Kinder hatte. Der jüngste Bruder von Otto aus der zweiten Ehe seines Vaters war Paul (1879–1956), der als promovierter Chemiker und Agfa-Direktor in die Fußstapfen des Vaters treten sollte. Ihrer beiden Großvater väterlicherseits war der Komponist Felix Mendelssohn Bartholdy.
Am 8. April 1893 heiratete Otto Mendelssohn Bartholdy im Alter von 25 Jahren in Baden-Baden seine zwei Jahre jüngere Cousine Cécile (1870–1943), geborene Mendelssohn Bartholdy. Die beiden hatten zwei Kinder, den Sohn Hugo Mendelssohn Bartholdy und die Tochter Cécile Mendelssohn Bartholdy, geboren 1894 bzw. 1898 in Berlin. Otto Mendelssohn Bartholdy wurde ein einflussreicher Bankier, erst als Prokurist, später als Teilhaber der Berliner Privatbank Robert Warschauer & Co. 1905 wurde Robert Warschauer & Co von der Darmstädter Bank übernommen, und Mendelssohn Bartholdy konnte vom Kaufpreis als Rentier leben. 1907 wurde er auf eigenes Betreiben geadelt und trug von nun an den Namen Otto von Mendelssohn Bartholdy. Seine Nobilitierung wurde von einigen Verwandten kritisch gesehen und als einem Bürger aus angesehener bürgerlicher Familie unpassend empfunden. In einem Brief an seinen Schwager und Cousin Albrecht rechtfertigt er seine Nobilitierung:

„Die Eigenart des Potsdamer Lebens, von welchem, da wir uns nun einmal hier heimisch fühlen, sich ganz zurückzuziehen, ich im Interesse meiner Frau und der Zukunft meiner Kinder nicht für richtig halten kann, bringt es mit sich, daß sich unser Verkehr fast ausschließlich mit Officieren und Beamten abspielt; diese haben mehr oder weniger Vorurteile, welche mir für meine nicht mehr vorhandenen Ambitionen stets gleichgültig sind, deren Beseitigung aber Jemanden, welcher, wie z. B. auch meine Frau, hierüber anders denkt, wünschenswerth erscheinen kann. Jedenfalls ist, m.E. gewiß zu Unrecht, Thatsache, daß wie die Verhältnisse in Deutschland und speciell bei uns liegen, gewisse Kreise und Berufszweige, welche ich persönlich nun allerdings nicht ergreifen würde, für Bürgerliche nur mit großen Schwierigkeiten zugänglich sind.“

1908 wurde er Aufsichtsratsmitglied bei Agfa, ab 1926 nach dem Zusammenschluss mit Bayer und BASF war er im Aufsichtsrat der I.G. Farben. Zwischen 1919 und 1925 betrieb er auch eine kleine eigene Privatbank. Zwischen 1906 und 1908 ließ er durch den Architekten Paul Schultze-Naumburg die Villa „Casa Bartholdy“ in der Potsdamer Bertinistraße aus- und umbauen.
Zur Feier des 1929 bevorstehenden 200. Geburtstags von Moses Mendelssohn gründete die Berliner „Gesellschaft zur Wissenschaft des Judentums“ einen Ausschuss, der eine Gesamtausgabe der Schriften des Philosophen und Aufklärers zum Jubiläum vorbereiten sollte. Zu dem 31-köpfigen Ausschuss gehörten neben Otto von Mendelssohn Bartholdy, seinem Bruder Paul Mendelssohn Bartholdy und anderen Angehörigen der Familien Mendelssohn und Mendelssohn-Bartholdy und Hensel auch Adolf von Harnack, Gründer und Präsident der Kaiser-Wilhelm-Gesellschaft (heute Max-Planck-Gesellschaft), der Philosoph Ernst Cassirer und der Historiker Heinrich Finke. Die Gesamtausgabe wurde 1932 mit dem 20. Band abgeschlossen.

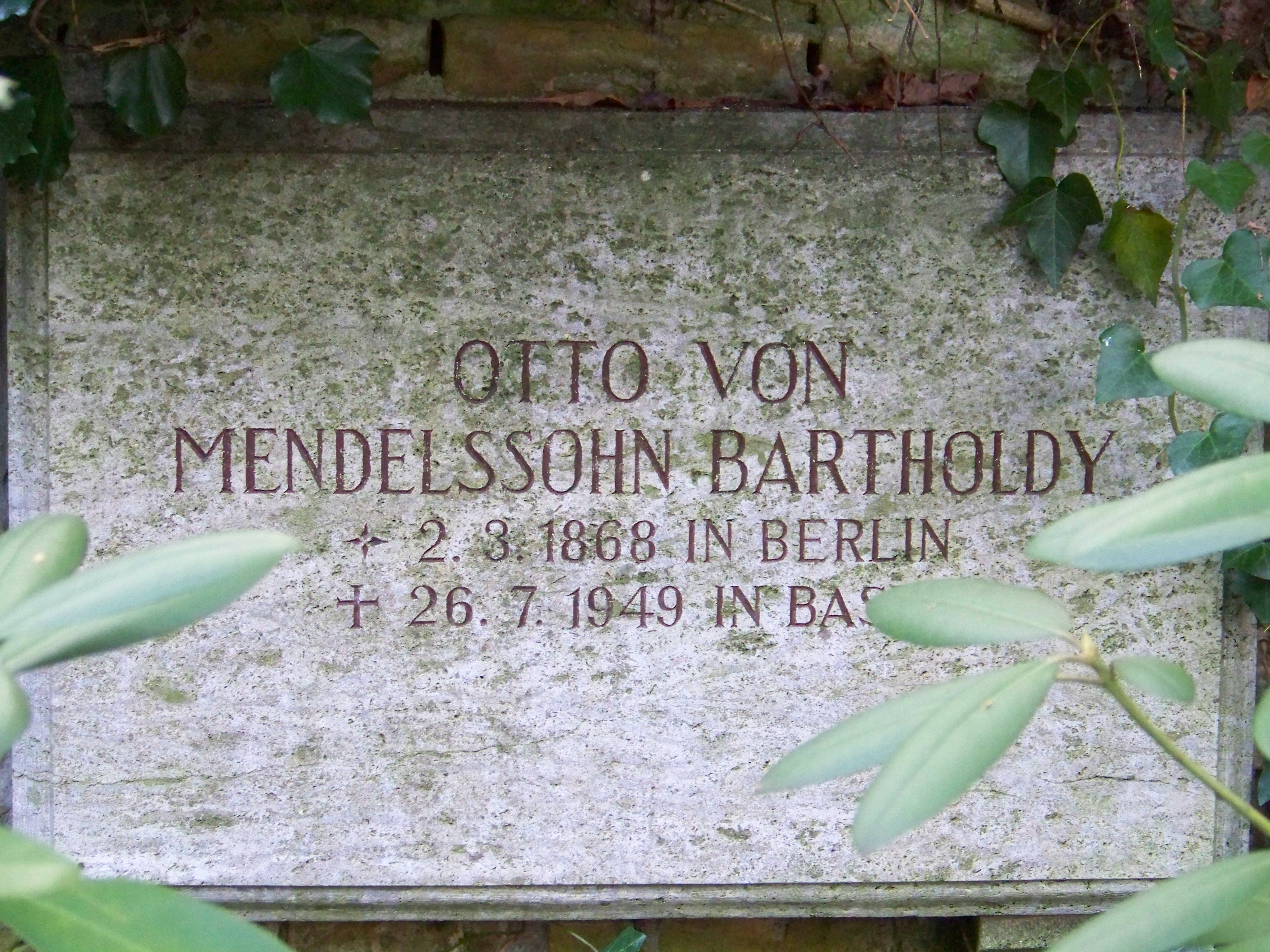
Gedenkplatte auf dem Bornstedter Friedhof

Nach der Machtübertragung an die Nationalsozialisten im Januar 1933 blieb Otto von Mendelssohn Bartholdy in Potsdam. Er wurde als Hauptaktionär der I.G. Farben 1938 mittels Folgeverordnungen zu den Nürnberger Rassegesetzen gezwungen, sein Aufsichtsratmandat niederzulegen. Nach dem Tod seiner als Mischling 2. Grades geltenden Ehefrau Cecile musste er 1943 in das Gärtnerhaus seiner Villa umziehen und war von Deportation bedroht, da er selbst als „Jude“ galt. Nachdem er bereits verhaftet worden war, wurde er auf Intervention des Potsdamer Regierungspräsidenten Graf von Bismarck-Schönhausen wieder freigelassen. Dieser wurde ein Jahr später im Zusammenhang mit dem Attentat vom 20. Juli 1944 selbst verhaftet. Otto von Mendelssohn Bartholdy überlebte das Ende des Zweiten Weltkriegs in Potsdam. Nachdem klar wurde, dass er seine von den Nationalsozialisten enteigneten Besitztümer nicht zurückerhalten würde, sondern dass diese der Verstaatlichung durch die sowjetische Besatzungsmacht unterlagen, wanderte er in die Schweiz aus, wo er vier Jahre nach Kriegsende starb und auf dem Hörnli in Basel beerdigt wurde.